# スライ郡 (ジョージア州)
スライ郡（スライぐん、英: Schley County、発音はシュライが適切だが、スライと発音されることが多い）は、アメリカ合衆国ジョージア州の西部に位置する郡である。2010年国勢調査での人口は5,010人であり、2000年の3,766人から33.0%増加した。郡庁所在地はエラビル市（人口1,812人）であり、同郡で人口最大の都市でもある。
スライ郡はアメリカス小都市圏に属している。

## 歴史
スライ郡は1857年12月22日のジョージア州議会の法により設立され、郡名はジョージア州選出アメリカ合衆国下院議員、および第36代ジョージア州知事を務めたウィリアム・シュライに因んで名付けられた。

## 地理
アメリカ合衆国国勢調査局に拠れば、郡域全面積は167.82平方マイル (434.7 km2)であり、このうち陸地167.61平方マイル (434.1 km2)、水域は0.21平方マイル (0.54 km2)で水域率は0.13%である。

### 主要高規格道路

#### アメリカ国道
- アメリカ国道19号線

#### ジョージア州道
- ジョージア州道3号線
- ジョージア州道26号線
- ジョージア州道153号線
- ジョージア州道228号線
- ジョージア州道240号線
- ジョージア州道271号線

### 隣接する郡
- テイラー郡 - 北
- メイコン郡 - 東
- サムター郡 - 南
- マリオン郡 - 西

## 人口動態
以下は2000年の国勢調査による人口統計データである。
| 基礎データ - 人口: 3,766人 - 世帯数: 1,435 世帯 - 家族数: 1,041 家族 - 人口密度: 9人/km2（22人/mi2） - 住居数: 1,612軒 - 住居密度: 4軒/km2（10軒/mi2） 人種別人口構成 - 白人: 65.77% - アフリカン・アメリカン: 31.28% - ネイティブ・アメリカン: 0.21% - アジア人: 0.08% - 太平洋諸島系: 0.16% - その他の人種: 1.35% - 混血: 1.14% - ヒスパニック・ラテン系: 2.36% | 年齢別人口構成 - 18歳未満: 29.3% - 18-24歳: 8.2% - 25-44歳: 27.5% - 45-64歳: 24.0% - 65歳以上: 11.1% - 年齢の中央値: 34歳 - 性比（女性100人あたり男性の人口） - 総人口: 91.8 - 18歳以上: 88.7 世帯と家族（対世帯数） - 18歳未満の子供がいる: 36.3% - 結婚・同居している夫婦: 52.1% - 未婚・離婚・死別女性が世帯主: 15.7% - 非家族世帯: 27.4% - 単身世帯: 24.8% - 65歳以上の老人1人暮らし: 11.3% - 平均構成人数 - 世帯: 2.62人 - 家族: 3.11人 | 収入と家計 - 収入の中央値 - 世帯: 32,035米ドル - 家族: 36,215米ドル - 性別 - 男性: 29,239米ドル - 女性: 19,952米ドル - 人口1人あたり収入: 14,981米ドル - 貧困線以下 - 対人口: 19.9% - 対家族数: 15.8% - 18歳未満: 26.0% - 65歳以上: 22.7% |

## 都市と町

### 都市
- エラビル - 郡庁所在地

### 未編入の町
- マレーズクロスローズ